# 中华人民共和国社会团体
中华人民共和国社会团体是指在中华人民共和国境内登记注册的社会团体。据民政部2009年底的数据显示，中国共有社会组织43.1万个，吸纳就业人数544.7万人，固定资产达到1030亿元。
根据《社会团体登记管理条例》规定，所有社会团体都必须得到政府主管部门的授权。在几十万个社会组织中，全国性组织近2000个，其中200多个具有行政或事业编制，在这其中又以19个社会团体最为特殊，他们虽是非政府组织，但实际上具备一定政府职能。而在这19个社会团体中，又以中华全国总工会、中国共产主义青年团、中华全国妇女联合会影响最为广泛，这三个团体为社会群团组织，接受中国共产党领导，为全国各级工会、青少年、妇女开展协调服务，故在中国有很大的影响力。

## 主要团体
- 参加中国人民政治协商会议的人民团体（不进行社团登记）
  - 中华全国总工会（中央编办管理机构编制，行使政府职能）
  - 中国共产主义青年团（中央编办管理机构编制，行使政府职能）
  - 中华全国妇女联合会（中央编办管理机构编制，行使政府职能）
  - 中国科学技术协会（中央编办管理机构编制，行使政府职能）
  - 中华全国归国华侨联合会（中央编办管理机构编制，行使政府职能）
  - 中华全国台湾同胞联谊会（中央编办管理机构编制，行使政府职能）
  - 中华全国青年联合会
  - 中华全国工商业联合会（中央编办管理机构编制）
- 经国务院批准可以免予登记的社会团体
  - 中国文学艺术界联合会（中央编办管理机构编制，行使政府职能）
  - 中国作家协会（中央编办管理机构编制，行使政府职能）
  - 中华全国新闻工作者协会（中央编办管理机构编制，行使政府职能）
  - 中国人民对外友好协会（中央编办管理机构编制，行使政府职能）
  - 中国人民外交学会（中央编办管理机构编制，行使政府职能）
  - 中国国际贸易促进委员会（中国国际商会）（中央编办管理机构编制，行使政府职能）
  - 中国残疾人联合会（中央编办管理机构编制，行使政府职能）
  - 中国宋庆龄基金会（中央编办管理机构编制，行使政府职能）
  - 中国法学会（中央编办管理机构编制，行使政府职能）
  - 中国红十字总会（中央编办管理机构编制，行使政府职能）
  - 中国思想政治工作研究会（中央编办管理机构编制，行使政府职能）
  - 欧美同学会（中国留学人员联谊会）（中央编办管理机构编制，行使政府职能）
  - 黄埔军校同学会（中央编办管理机构编制，行使政府职能）
  - 中华职业教育社（中央编办管理机构编制）
- 其他社会团体
  - 中国计划生育协会（中央编办管理机构编制，行使政府职能）